# Körösszegapáti
Körösszegapáti là một thị trấn thuộc hạt Hajdú-Bihar, Hungary. Thị trấn này có diện tích 45,85 km², dân số năm 2010 là 892 người, mật độ 19 người/km².